# Jean-Frédéric Schaub
Jean-Frédéric Schaub (née en 1963 à Paris) est un historien moderniste français. Depuis 1996, il enseigne à l'École des hautes études en sciences sociales.
Il est spécialiste de l'histoire des structures politiques dans les sociétés ibériques à l'époque moderne. Ses derniers travaux portent en particulier sur l'« histoire politique de la race ».
Il a publié en 2021 le livre Race et histoire dans les sociétés occidentales qui interroge la naissance du racisme contemporain et ses enjeux de pouvoir.

## Biographie
Jean-Frédéric Schaub a étudié à l'Ecole normale supérieure de Paris de 1983 à 1989. En 1985, il est diplômé d'une maîtrise à l'université Paris 1 Panthéon-Sorbonne. Il est agrégé d'histoire en 1987. Dans le contexte de la préparation de sa thèse, il est, entre 1993 et 1995, boursier de l’Casa de Velázquez à Madrid.
Il a soutenu en 1995 une thèse d'histoire à l'École des hautes études en sciences sociales intitulée « La Vice-royauté espagnole au Portugal au temps du comte duc d'Olivares, 1621-1640 : le conflit de juridiction comme exercice de la politique », sous la direction de Bernard Vincent.
Jean-Frédéric Schaub est élu maître de conférences à l’EHESS en 1996, il intègre le Groupe de recherches hispaniques dirigé par Bernard Vincent. En 2004, il devient directeur d'études. De 2000 à 2004, il a exercé la fonction de secrétaire du Bureau sous la présidence de Jacques Revel.

## Travaux
Après son doctorat, il se consacre à l'étude des communautés juives de la ville espagnole d'Oran, seule population juive tolérée dans toute la monarchie hispanique après 1492. Ces recherches donnent lieu au livre Les juifs du roi d’Espagne. Oran, 1507-1669, publié chez Hachette en 1999.
En parallèle, Jean-Frédéric Schaub s'est intéressé à l'histoire du droit et à l'histoire juridique des monarchies ibériques d'Ancien Régime. Il a ainsi coécrit en 1996 Les figures historiques de l’administrateur. Institutions, réseaux, pouvoirs en Espagne, en France et au Portugal, 16e-19e siècle et en 2005 Lois, justice, coutumes. Amériques et Europe latines, 16e-19e siècle.
Son livre La France espagnole, de 2003, détaille les racines ibériques du régime absolutiste français au XVIIe siècle. Il y affirme qu'il faut comprendre le système de la monarchie de Versailles au prisme des influences du modèle ibérique que des souverains comme Louis XIV ont eux-mêmes affirmés. De plus, il s'oppose à l'idée selon laquelle cette importation serait limitée à un catholicisme intransigeant bâti en réaction au protestantisme.
Depuis les années 2000, il étudie et enseigne l'histoire de la formation des catégories raciales tout au long de l'époque moderne, à l'échelle de l'Europe et de ses colonies. Dans ce cadre, il a coécrit plusieurs livres avec l'historienne Silvia Sebastiani, également enseignante à l'EHESS.
En 2021, le livre Race et histoire dans les sociétés occidentales, co-écrit avec Silvia Sebastini, explore les « processus de racialisation qui ont ponctué la transformation de l’Europe et de ses colonies de la fin du Moyen Âge à l’âge des révolutions ».
Il a reçu le prix François Furet en 2003 pour son livre La France espagnole. Les racines hispaniques de l’absolutisme français.

## Ouvrages

### Travaux individuels
- Brève relation de l’expulsion des Juifs d’Oran en 1669, Saint Denis, Éditions Bouchène, 1998
- Les juifs du roi d’Espagne. Oran, 1507-1669, Paris, Hachette, 1999
- Le Portugal au temps du comte-duc d’Olivares (1621-1640). Le conflit de juridiction comme exercice de la politique, Madrid, Casa de Velázquez, 2001
- Portugal na Monarquia Hispânica (1580-1640), Lisbonne, Livros Horizante, 2001
- La France espagnole. Les racines hispaniques de l’absolutisme français, Paris, Seuil, coll. L’Univers historique, 2003.

- L’Europe a-t-elle une histoire ?, Paris, Albin Michel, 2008.
- Oroonoko, prince et esclave. Roman colonial de l’incertitude, Paris, Seuil, 2008.
- L’île aux mariés. Les Açores dans la Monarchie Hispanique, Madrid, Casa de Velázquez, 2012.
- Pour une histoire politique de la race, Paris, Seuil, 2015
- Nous avons tous la même histoire. Les défis de l'identité, Paris, Odile Jacob, 2024

### Direction d'ouvrages et travaux collectifs
- Avec Robert Descimon, Bernard Vincent (dir.), Les figures de l’administrateur. Institutions, réseaux, pouvoirs en Espagne, en France et au Portugal, 16e-19e siècle, Paris, Hardcover-Editions de l’EHESS, 1996.
- Avec Juan Carlos Garavaglia (dir.), Lois, justice, coutumes. Amériques et Europe latines, 16e-19e siècle, Paris, Editions de l’EHESS, 2005.
- Avec Olivier Remaud et Isabelle Thireau, Faire des sciences sociales. Comparer, Paris, Editions de l'École des hautes études en sciences sociales, 2012.
- Avec  Antoine Lilti et Sabina Loriga, L'expérience historiographique : autour de Jacques Revel, Paris, Éditions de l'École des hautes études en sciences sociales, 2016, 315 p. (ISBN 9782713225321)

- Avec Silvia Sebastiani, Race et histoire dans les sociétés occidentales, Paris, Albin Michel, 2021